# Wyatt Milum
Wyatt Milum (Kenova, 27 dicembre 2002) è un giocatore di football americano statunitense che milita nel ruolo di offensive tackle per i Jacksonville Jaguars della National Football League (NFL).

## Carriera universitaria
Nella sua prima stagione a West Virginia nel 2021, Milum disputò 12 partite, di cui 8 come titolare, nel ruolo di tackle destro, venendo nominato Freshman All-American da diversi selettori. Nel 2022 passò a giocare sul lato sinistro. Quell’anno dispute tutte le 12 partite come titolare. Nel 2023 non concesse alcun sack o colpo sul proprio quarterback agli avversari diretti, venendo inserito nella seconda formazione ideale della Big 12 Conference. Nel 2024 fu una selezione condivisa All-American.

## Carriera professionistica

### Jacksonville Jaguars
Milum fu scelto dai Jacksonville Jaguars nel corso del terzo giro (89º assoluto) del Draft NFL 2025.